# روبی پرینسس
روبی پرینسس (به انگلیسی: Ruby Princess) یک کشتی است که طول آن ۹۵۱ فوت (۲۹۰ متر) می‌باشد. این کشتی در سال ۲۰۰۸ ساخته شد.